# Kurowscy herbu Kur

Kur (herb szlachecki)

Kurowscy herbu Kur – polska rodzina szlachecka pochodząca z Mazowsza, z dawnego powiatu radzymińskiego. Ich gniazdem rodowym była wieś Kury.
Wywodzą się ze starożytnego rodu rycerskiego Kurów.